# Скарынкина, Таня
Таня Скары́нкина (полное имя Татьяна Владимировна Скарынкина; род. 24 марта 1969, Сморгонь) — белорусская писательница, поэтесса и эссеистка, пишущая на русском и белорусском языках.

## Биография и творчество
Окончила Горецкую сельскохозяйственную академию по специальности экономист. Работала почтальоном, иллюстратором детских книг, журналистом, некоторое время жила в Португалии.
Печатала стихи в журналах «Воздух», «Сибирские огни», «Маладосць», «Крещатик» и других, в сетевых изданиях «Полутона», «TextOnly», «Лиterraтура», «Артикуляция», «Двоеточие», «Формаслов».
Сборник эссе на белорусском языке «Шмат Чэслава Мілаша, крыху Элвіса Прэслі» вошёл в шорт-лист премии Ежи Гедройца в 2016 году, его перевод на английский получил премию Лондонского ПЕН-клуба. В 2017 году автор вышла в финал Григорьевской поэтической премии. В 2020 признана лауреатом премии Андрея Белого в номинации «Поэзия» за книгу «И все побросали ножи». Второе место премии Ежи Гедройця за книгу «Райцэнтр» в 2021 г.
Почётный диплом премии «Московский счёт» за книгу «И все побросали ножи», 2021.
Стихи переведены на иврит, грузинский, польский, итальянский, чешский, латышский, испанский, норвежский, японский, литовский, английский, румынский и немецкий языки. Участница поэтических фестивалей в России, Беларуси, Украине и Эстонии, международных книжных выставок в Варшаве (2016) и Эдинбурге (2018).

## Отзывы
Арсений Ровинский:
…чем дальше вы читаете её стихи — тем яснее становится её полное, абсолютное безразличие к «непохожести», «оригинальности» текста: её голос без всяких дополнительных усилий оказывается совершенно естественен и неповторим. Вслед за обычной человеческой жизнью жизнь героев Скарынкиной становится бредом, полным недоразумением и безобразием — и так же внезапно возвращается к празднику, оборачивается своей прекрасной, неповторимой, «скарынкиной» стороной.
Денис Ларионов:
…в её стихах миноритарные силы крепнут, даже наглеют (а как иначе?), дабы заявить о собственном парадоксальном существовании. Поразительное внимание к ничего не значащим мелочам плюс язык, который «охвачен <…> каким-то трепетом» (Делёз): действительно, тексты Скарынкиной движутся по направлению к litterature mineure, обращаясь к пластике героев Шагала или вовсе привидений, чьи голоса говорят из-под кровати. Шутки шутками, но подобные мотивы неизбежно связаны в этих стихах с тревогой, охватывающей жителя Восточной Европы перед лицом новых, совсем непонятных угроз.
Дарья Тоцкая:
Магический реализм Таня Скарынкина подсматривает и у Борхеса, и в кинолентах 1960–1970-х годов. Есть в нем характерная сделанность, которая будто идет на зрителя, даже когда у текста развязались шнурки; развязки часто нет, а целью и ценностью вместо результата порой становится сам процесс поиска. Более того, в качестве приемлемого результата автором иной раз подаются и жизненные ошибки: хождение по высоким балкам в поисках ответов предполагает и падения, — так неужели не ходить?.

## Книги
- Книга для чтения вне помещений и в помещениях: книга стихов. — Мн.: Кнігазбор, 2013. — 174 с. ISBN 9786098075267.
- Португальские трёхстишия: книга стихов. — NY: Ailuros Publishing, 2014. — 160 с. ISBN 978-1-938781-20-9.
- Шмат Чэслава Мілаша, крыху Элвіса Прэслі: сборник эссе. — Вільня: Логвінаў, 2015. — 186 с. ISBN 9786098147483.
- Американские горки: книга стихов. — Мн.: Смэлток, 2018. — 206 с. ISBN 9789857126149.
- И все побросали ножи: книга стихов. — М.: АРГО-РИСК, 2020. — 84 c. (Серия «Воздух», вып. 88). ISBN 978-5-86856-317-1.
- Райцэнтр: сборник эссе. — Мн.: Р. М. Цымбераў, 2020. — 236 с. ISBN 978-985-7236-36-7.
- Yesмамочка: книга стихов. — Мн.: Р. М. Цымбераў, 2022. — 102 с. ISBN 978-985-7301-01-0.

Переводы:
A Large Czesław Miłosz With a Dash of Elvis Presley. — Edinburgh: Scotland Street Press, 2018. — 188 p. ISBN 978-1-910895-22-1.
Большой Чеслав Милош, маленький Элвис Пресли. — М.: Планж, 2020. — 160 с. ISBN 978-5-6040912-4.